# Antimoine explosif
L'antimoine explosif est un allotrope métastable de l'antimoine susceptible d'exploser lorsqu'il est rayé ou chauffé brutalement. Décrit pour la première fois en 1855, cet allotrope peut être obtenu par électrolyse sous forme d'un verre amorphe,,,. Son explosion libère de l'ordre de 24 cal·g-1.